# Kadima
Kadima (em hebraico: קדימה; romaniz.: Avante) foi partido político de Israel. De ideologia centrista, o Kadima surgiu em novembro de 2005 a partir de uma ruptura partidária sob a liderança de Ariel Sharon no interior do Partido Likud. O partido encerrou suas atividades políticas em março de 2015, quando seu líder, Shaul Mofaz, optou por não participar das eleições daquela ano e o novo líder, Akram Hasoon, também decidiu deixar o partido e ingressar no partido Kulanu.

## História
Em agosto de 2005, o plano de retirada unilateral israelense da Faixa de Gaza e de certos assentamentos na Cisjordânia durante o governo do primeiro-ministro Ariel Sharon encontrou forte oposição dentro do Likud. Por conta disso, Sharon decidiu formar o Kadima em novembro daquele ano. O novo partido recebeu a adesão de inúmeros quadros dissidentes do Likud – como Ehud Olmert, ex-prefeito de Jerusalém, e Tzipi Livni, ministra da justiça de Israel – e também uma adesão em um número menor de integrantes do Partido Trabalhista – por exemplo, o ex-primeiro-ministro Shimon Peres.
Após Sharon sofrer um derrame debilitante em janeiro de 2006, Olmert tornou-se primeiro-ministro interino e assumiu a liderança do partido. O Kadima tornou-se o maior partido no Knesset após as eleições de 2006, conquistando 29 dos 120 assentos, e Olmert liderou um governo de coalizão cuja promessa incluía o estabelecimento de fronteiras permanentes entre Israel e os palestinos até 2010. Sem embargo, Olmert enfrentou várias alegações de corrupção, e os apelos por sua renúncia aumentaram em 2008. Livni, àquela altura ministra das relações exteriores de Israel, foi eleita para liderar o Kadima, e Olmert renunciou formalmente em setembro.
No entanto, Livni não conseguiu formar uma coalizão governamental, então Olmert permaneceu como primeiro-ministro interino até as eleições de fevereiro de 2009. Embora o Kadima tenha conquistado 28 cadeiras (uma a mais que o Likud), Benjamin Netanyahu — o líder do Likud desde a saída de Sharon daquele partido em 2005 — conseguiu formar um governo de coalizão para o país, e o Kadima tornou-se o principal partido de oposição no Knesset.
De 2012 a 2015, Shaul Mofaz, político da ala direita do Kadima, foi o líder do partido. Já Livni e seu grupo político deixaram o Kadima para formar o partido centrista Hatnuah.
Após uma breve participação no governo em 2012, o Kadima entrou em declínio e sofreu uma grande derrota nas eleições de 2013, quando obteve apenas 2 assentos. Em 2015, sob a liderança de Akram Hasoon, o partido decidiu não apresentar uma lista de candidatos para as eleições daquele ano e se dissolveu.

## Ideologia
O Kadima era um partido de tendência centrista. Ele apoiava a definição de Israel como um estado judeu e democrático e aceitava o princípio de encerrar o conflito israelense-palestino por meio do estabelecimento de dois estados. Na arena socioeconômica, o Kadima tinha uma visão liberal, na qual apoiava o aumento da concorrência no mercado, alterando as prioridades nacionais na alocação de fundos e aumentando o grau de transparência em relação a tais alocações.

## Resultados Eleitorais
Eleições legislativas
| Data | CI.           | Votos         | %             | +/-           | Deputados     | +/-           | Status        |
| ---- | ------------- | ------------- | ------------- | ------------- | ------------- | ------------- | ------------- |
| 2006 | 1.º           | 690 901       | 22,0 / 100,0  |               | 29 / 120      |               | Governo       |
| 2009 | 1.º           | 758 032       | 22,5 / 100,0  | 0,5           | 28 / 120      | 1             | Oposição      |
| 2013 | 12.º          | 79 081        | 2,1 / 100,0   | 20,4          | 2 / 120       | 26            | Oposição      |
| 2015 | Não concorreu | Não concorreu | Não concorreu | Não concorreu | Não concorreu | Não concorreu | Não concorreu |

## Lideranças

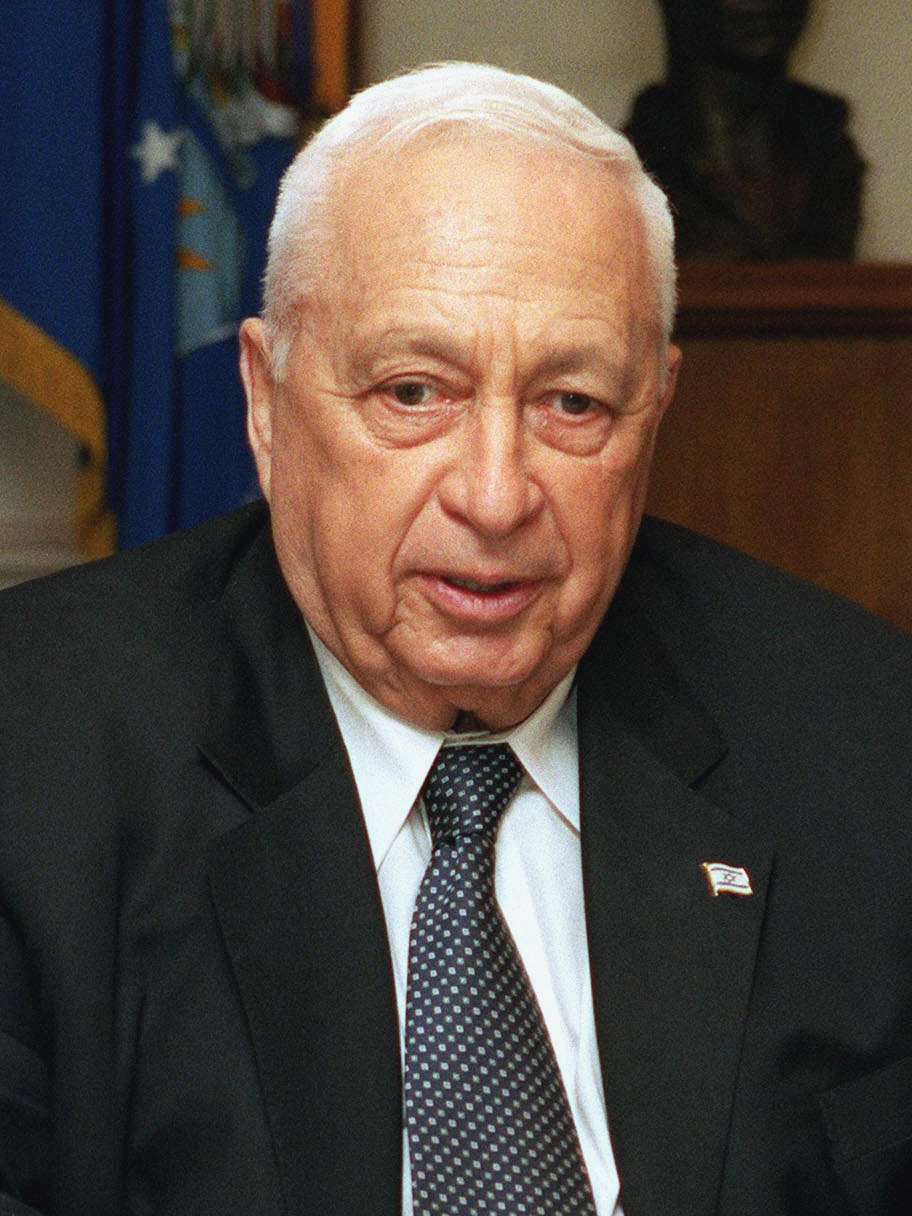
Ariel Sharon em 2002
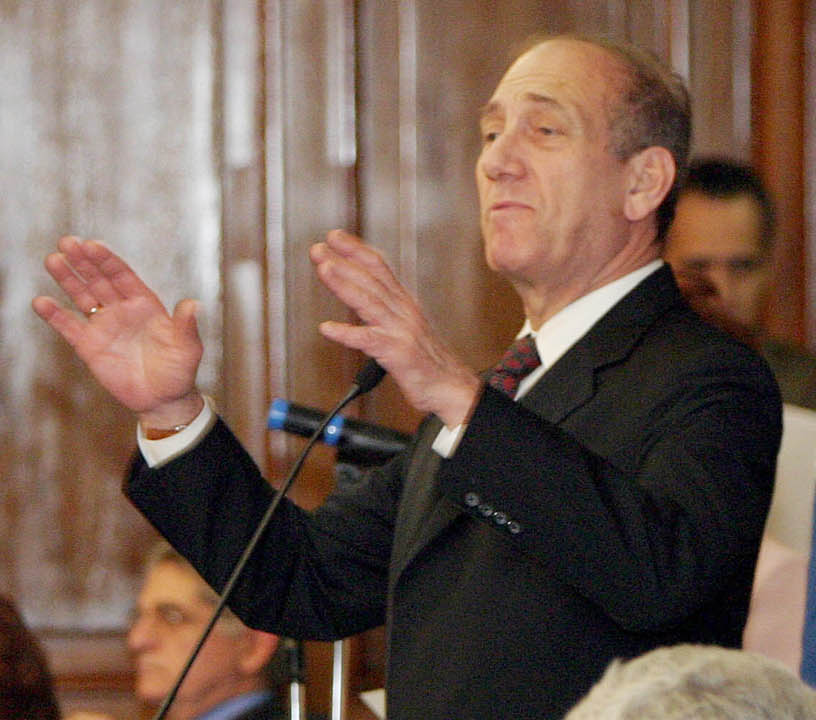
Ehud Olmert, em São Paulo, 2005
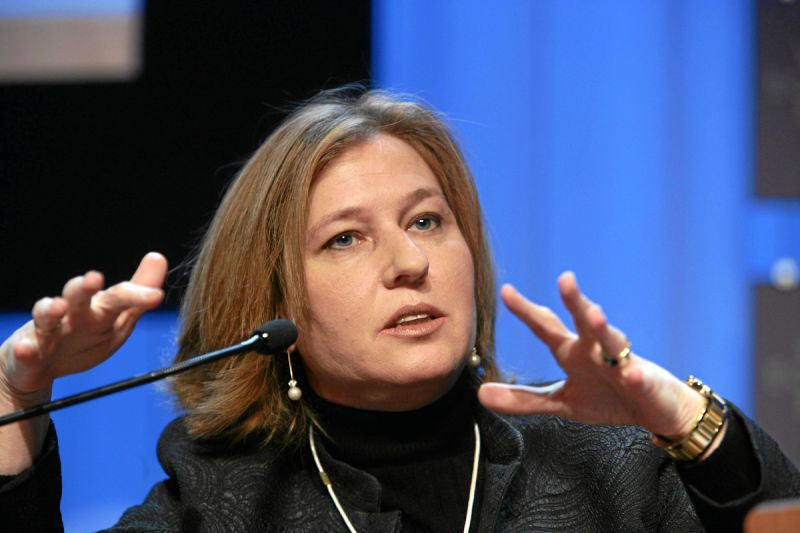
Tzipi Livni em Davos, 2007

- Ariel Sharon (2005–2006)
- Ehud Olmert (2006–2008)
- Tzipi Livni (2008–2012)
- Shaul Mofaz (2012–2015)
- Akram Hasson (2015)